# Eurolinguistique
L’eurolinguistique est une discipline linguistique assez récente. Elle s’occupe de langues d'Europe dans tous ses aspects : l’histoire, la sociologie, la politique et les systèmes des langues ainsi que la communication interculturelle.
Le mot Europe n'a pas de définition unanime. Il y a trois usages principaux :
- la définition politique (= les langues de l'Union européenne) (cette définition est souvent utilisée dans les livres dédiés à la politique linguistique, e.g. Ahrens 2003)
- la définition géographique (= les langues de l'Atlantique à l'Oural, p.ex. Brendler/Brendler 2007, Abbe et al. 2011)
- la définition culturelle-anthropologique (= les langues des nations caractérisée d'un héritage grec et latin, le variant occidental de la religion chrétienne (et ses développements avec la Réforme et la Contre-Réforme), l'usage de l'alphabet latin, la séparation des pouvoirs ecclésiastique et laïc, une histoire commune des arts et du système éducatif – c'est la définition qui est, p.ex., utilisée par Samuel Huntington (1996: 45ss.) et Helmut Schmidt (2000: 207ss.))

Le terme eurolinguistique fut créé par Norbert Reiter en 1991 (allemand Eurolinguistik), mais il y avait des études eurolinguistiques aussi avant cette date, p.ex. les travaux de Lewy (1964), Décsy (1973) et Haarmann (1975). Une bibliographie des publications eurolinguistiques peut être trouvée sur le site internet EuroLinguistiX, publié par Joachim Grzega. Deux collections des dates linguistiques, importantes pour les recherches eurolinguistiques, sont l'Atlas Linguarum Europae et le World Atlas of Linguistic Structures (Haspelmath et al. 2005). En 2006, Joachim Grzega a publié un livre de base qui présente les traits communs des langues européennes.

## Littérature
- Abbe, Wolfgang et al. (2011), Bibliographie Europäische Sprachwissenschaft, 50 vols. Hamburg: Loges.
- Ahrens, Rüdiger (ed.) (2003), Europäische Sprachenpolitik / European Language Policy, Heidelberg: Winter.
- Brendler, Andrea / Brendler, Silvio (2007), Europäische Personennamensysteme: Ein Handbuch von Abasisch bis Zentralladinisch, Hamburg: Baar.
- Décsy, Gyula (1973), Die linguistische Struktur Europas: Vergangenheit – Gegenwart – Zukunft, Wiesbaden: Harrassowitz.
- Grzega Joachim (2006), EuroLinguistischer Parcours: Kernwissen zur europäischen Sprachkultur, Frankfurt: IKO,  (ISBN 3-88939-796-4) (comptes-rendus par Norbert Reiter et par Uwe Hinrichs dans le Journal for EuroLinguistiX vol. 3 (2006))
- Grzega, Joachim (2012), Europas Sprachen und Kulturen im Wandel der Zeit, Tübingen: Narr.
- Grzega, Joachim (ed.) (2025), The Routledge Handbook of Eurolinguistics, London: Routledge.
- Haarmann, Harald (1975), Soziologie und Politik der Sprachen Europas, Munich : dtv.
- Haspelmath, Martin et al. (eds.) (2005), The World Atlas of Language Structures, Oxford: Oxford University Press.
- Heine, Bernd / Kuteva, Tania (2006), The Changing Languages of Europe, New York/Oxford : Oxford University Press.
- Huntington, Samuel (1996): The Clash of Civilizations and the Remaking of World Order, New York: Simon & Schuster.
- Lewy, Ernst (1964), Der Bau der europäischen Sprachen, Tübingen : Niemeyer.
- Schmidt, Helmut (2000), Die Selbstbehauptung Europas: Perspektiven für das 21. Jahrhundert, Stuttgart/Munich : Deutsche Verlangs-Anstalt.